# Barawa Gyeltshen Pelsang
| Tibetische Bezeichnung                                    |
| --------------------------------------------------------- |
| Wylie-Transliteration: 'ba' ra ba rgyal mtshan dpal bzang |

Barawa Gyeltshen Pelsang (tib.  'ba' ra ba rgyal mtshan dpal bzang; geb. 1310; gest. 1391) war ein Gelehrter der Oberen Drugpa-Tradition (stod 'brug) der Drugpa-Kagyü (brug pa bka' brgyud) -Schule und Gründer der Barawa-Kagyü-Tradition in „Drangyekha in Paro“ im 14. Jahrhundert.
Er war ein Schüler von Surphugpa.
Seine Gesammelten Werke sind in vierzehn Bänden erschienen, darunter seine Enzyklopädie Thar pa skor gsum.